# Elizabeth Robbins
Elizabeth Robbins (Louisville, 6 agosto 1862 – Brighton, 8 maggio 1952) è stata una scrittrice, attrice, drammaturga, attivista femminista e suffragetta statunitense.

## Biografia
Come attrice di teatro ha recitato inizialmente per il Boston Museum Theatre, ma uno dei suoi successi maggiori fu quando interpretò  Mercedes nel Conte di Monte Cristo al Zanesville Opera House (nel 1885). Si sposò il 12 gennaio dello stesso anno con l'attore George Richmond Parks. Per la sua carriere di attrice fu aiutata da Oscar Wilde che nel 1888 le diede vari consigli su quali parti scegliere per non annoiare il pubblico inglese. Lei in seguito partì per la Norvegia e quando tornò con Ibsen iniziò una serie di rappresentazioni per tutto il paese, fu sempre grata a Wilde.

## Cinema
Due sue opere furono adattate per lo schermo. Nel 1919, il regista e sceneggiatore Kenean Buel diresse My Little Sister, tratto dal suo romanzo del 1913. Il film era interpretato da Evelyn Nesbit e prodotto dalla Fox Film Corporation.
L'anno dopo, John S. Robertson girò A Dark Lantern, interpretato da Alice Brady, un'attrice che in seguito avrebbe vinto l'Oscar nel 1938.

## Opere
Numerose sono state le sue creazione letterarie, fra le maggiori:
- "Across America with 'Junius Brutus Booth'" (1890)
- "Miss de Maupassant" (1895)
- The Open Question (1898)
- Come and Find Me (1907-8)
- The Mills of the Gods (1908)
- My Little Sister (1913)